# Farysia globispora
Farysia globispora är en svampart som beskrevs av Vánky & R.G. Shivas 2009. Farysia globispora ingår i släktet Farysia och familjen Anthracoideaceae.   Inga underarter finns listade i Catalogue of Life.